# Валтари, Мика Тойми
Ми́ка То́йми Ва́лтари (фин. Mika Toimi Waltari; 19 сентября 1908, Гельсингфорс, Великое княжество Финляндское — 26 августа 1979, Хельсинки, Финляндия) — выдающийся финский писатель; всемирно известен своим историческим романом бестселлером «Синухе, египтянин» (1945); академик АН Финляндии.

## Биография

### Происхождение и детские годы
По линии обоих родителей Валтари происходил из рода, имеющего сельские корни, но ставшего городским начиная с поколения его бабушки и дедушки. Отцовский род происходил из Катинала в районе Хаттула, материнский — из Лауккоски недалеко от Порнайнена. Дед по отцу Густав Хелениус, отправившийся в Хельсинки каменщиком, взял фамилию Валтари, по названию семейного хутора. Отец Валтари Тойми и дядя Тойво получили духовное образование; Валтари говорил о своей богословской наследственной предрасположенности. Он был представителем интеллигенции во втором поколении, а также писателем во втором колене.
Смерть отца в 1914 году, когда мальчику было пять лет, существенно повлияла на жизнь Валтари. Мать растила и обучала его и двоих его братьев, и для главных героев его произведений характерны близкие отношения с матерью и отсутствие отца. Фигурой отца для него в какой-то степени служили дядя, доктор теологии и кандидат гуманитарных наук Тойво Валтари, друг отца, дипломированный инженер и коллекционер произведений искусства Яло Сихтола, а также друг матери, дорожный мастер Калле Ууситало. Тойво Валтари после смерти брата взял на себя роль главы семейства. Сихтола направлял Валтари в работе писателя и привил ему любовь к изобразительному искусству. В летнее время, проведенное у Калле Ууситало, Валтари познакомился с Хювинкяя, городом, который изображается в его произведениях и который стал местом написания некоторых из них.

### Студенческие годы
Валтари учился на классическом отделении Финского нормального лицея в Хельсинки и в 1926 году сдал экзамены на аттестат зрелости и получил студенческую фуражку. Сразу после лицея он поступил в Хельсинкский университет. Там он начал обучение на теологическом факультете, однако после серьёзного духовного кризиса, произошедшего в следующем учебном году, занялся историей и языками. Он стал кандидатом философии, получив оценку laudatur за курсы по практической философии, эстетике и современной литературе. Среди его преподавателей были Рафаэль Карстен, Рольф Лагерборг, Ханс Руин и Юрьё Хирн. Его научные работы были посвящены проблеме связи религии и эротики, а также модному писателю того времени Полю Морану.

### Армейские годы
Начал службу в 1930 году в полку Сантахамина в Уусимаа, тогда туда отправляли морем. Уже при поступлении на службу являлся знаменитостью. Его направили в школу младших офицеров в Парола. В этой школе он попал в автоаварию, получил травму головы и, в результате, был демобилизован. Другой причиной демобилизации стало заболевание сухой формой плеврита.
Уже в армейской больнице Валтари пишет о своей воинской службе биографический роман с позитивным отношением к службе «Там, где делают мужчин» (1931). В то же время в письме другу отца Яло Сихтала Валтари ясно дал понять, что в армии ему нет понравилось. Исследователь творчества писателя Пану Раяла предположил, что одной из причин, подтолкнувших написать книгу с позитивным отношение к службе, был отец его невесты, генерал-майор медицины, Эмиль Луукконен. Писатель лишь хотел понравиться будущему тестю.

### Репортёр и профессиональный писатель
Валтари женится в 1931 году на Марьятте Луукконен. В 1932 году рождается дочь Сату. Ради содержания семьи Валтари усваивает рабочую мораль профессионального писателя. У него постоянная работа репортёром в Suomen Kuvalehti до 1938, после чего он становится свободным художником. В 1930-х годах он пишет романы, новеллы, сказки, стихи и 26 пьес.
Во время войны Валтари работает в Государственной разведке — Valtion tiedoituslaitos, учреждении, занимавшемся в том числе пропагандой. Помимо производства военной пропаганды, писатель написал научные труды «В тени советского шпионажа» (1942), «Правда о Эстонии, Латвии и Литве» (под псевдонимом Nauticus, 1941) романы «Антеро больше не вернётся» (1940), «Любовь в годы гонений» (1943). Он пишет много газетных статей, фронтовых репортажей и передовиц.
В октябре 1942 года был членом делегации финских писателей на собрании литераторов в Веймаре, которое патронировал Йозеф Геббельс. Осенью 1946 года отправляется в поездку в Стамбул, по пути заехав на неделю в Швейцарию к Жан Луи Перре, чей перевод будущего бестселлера «Синухе» на французский появится в 1947—1948 годах.

### Международная известность
После войны выходит его роман о событиях в древнем Египте «Синухе, египтянин» (1945), ставший всемирно известным и главным его произведением. После Синухе он пишет многочисленные исторические романы, такие как «Микаэль Карваялка» (1948, о похождениях героев в Европе во время войн до 1527 года), «Микаэль Хаким» (1949 продолжение приключений тех же героев в 1527—1538 годах в Османской империи), «Йоханнес Ангелос» (1952, об осаде и падении Константинополя в 1453 году), «Турмс, бессмертный» (1955, о жизни этрусков в 520—450 годах до н. э.) «Тайна государства» (1959, о ранних годах христианства), «Враги рода человеческого» (1964, продолжение предыдущего романа).
После 1964 года творческий темп Валтари спадает. Он пытается ещё писать исторический роман о Мальтийском ордене, но так и не заканчивает его. Обрисовав главные образы и создав сюжет, при попытке записать всю историю на бумаге он терпит фиаско. Для любящего писать Валтари это стало тяжёлым ударом.

## Творчество
В 1925 году Валтари выпустил сборник стихов Бегство от бога. В его романе Большая иллюзия (1928) отражена неудовлетворённость жизнью молодыми финнами из средних слоев общества. В остросоциальных романах Город отчаяния и радости (1936), Чужой человек вошёл в дом (1937), От отца до сына (1942) писатель показывает противоречия капиталистического города. 
Автор исторических романов «Синухе, египтянин» (1945), «Микаэль Карваялка» (1948), «Микаэль Хаким» (1949), «Йоханнес Ангелос» (1952), «Турмс, бессмертный» (1955), «Феликс Счастливый» (1958), «Государственная тайна» (1959) и «Враги человечества» (1964). Обращался к жанру детектива, создав образ комиссара Палму, находящегося в подчинении у своего простоватого начальника, который выступает в роли рассказчика. Палму можно сравнить с персонажем современника Валтари швейцарца Фридриха Глаузера — вахмистром Штудером, образ которого был создан в это же время. 
По собственному признанию Валтари, он испытал влияние Оноре де Бальзака, Теодора Драйзера, Майкла Арлена и Эрнеста Хемингуэя, а также писателей «Молодой Финляндии». Из русских авторов увлекался Борисом Пильняком, Исааком Бабелем, Ильёй Эренбургом.

## Фильмография
- Четыре любви (1951)

### Экранизации произведений
В 1954 году режиссёром Майклом Кертисом по роману Мики Валтари был снят фильм «Египтянин».
Книги Валтари экранизировались в Финляндии, Швеции, США и даже в Иране.